# Solt Ottília-díj
A Solt Ottilia-díjat az oktatási miniszter hozta létre 1997-ben, a Soros Alapítvány közreműködésével, Solt Ottilia (szociológus, a SZETA elnöke) emlékére („Pro humanitate et libertate in memoriam Solt Ottilia”).
A díjban évente hárman részesülhetnek „a hazai vagy külföldi kisebbségi oktatásban, a hátrányos megkülönböztetés elleni küzdelemben” folytatott kiemelkedő teljesítményükért.

## Létrejötte
A „Pro humanitate et libertate in memoriam Solt Ottilia” kitüntető címet 1997-ben, Solt Ottília halálának évében alapította az oktatási miniszter a szociológus emlékére. A díjat évente hárman kaphatják meg „a hazai vagy külföldi kisebbségi oktatásban, a hátrányos helyzetű tanulók támogatásában, továbbá a hátrányos megkülönböztetés elleni küzdelemben” folytatott kiemelkedő teljesítményükért.

## Díjazottak

### 2010
- Birkásné Dr. Pápay Judit, a győri Dolgozók Magán Általános Iskola nyugalmazott igazgatója
- Gáspár Emil István, a Balassi Bálint Gimnázium Recski Tagintézménye nyugalmazott igazgatója
- Kondorosi Andrásné, a Sajópüspöki Általános Iskola Tagiskolája vezetője

### 2009
- Dr. Deliné Dr. Fráter Katalin, a Debreceni Egyetem Tudományegyetemi Karok Hajdúböszörményi Pedagógiai Főiskolai Karának főiskolai tanára
- Kovács József Hontalan, író, költő, az Eötvös József Cigány-Magyar Pedagógiai Társaság alapító tagja
- Pápay Ágoston Általános Iskola, Készségfejlesztő Speciális Szakiskola és Diákotthon[1]

### 2007
- Csirke Ernő, a pécsi Apáczai Csere János Gimnázium igazgatója
- Győrik Edit, a Belvárosi Tanoda Alapítvány kuratóriuma elnöke, szakmai alapítója
- Setét Jenő, a Roma Polgárjogi Alapítvány szociális igazgatója

### 2006
- Kollárics Ferenc, (Gyulaj, Általános Iskola és Napközi Otthonos Óvoda) – a zömében roma gyerekek által látogatott iskola szellemiségének átformálásáért, a tantestület és a szülők ehhez történt megnyerésért, és az eredményesség jelentős megemelésért (a továbbtanulók háromnegyede középiskolában, negyede szakmunkásképzőben folytatja tanulmányait).
- Petrécs Istvánné, (Kalocsa, Viola Utcai Óvoda) – a szegényes, 90%-ban hátrányos helyzetű roma gyerekek által látogatott intézmény igényes környezetének megteremtéséért, pályázati úton történő komoly fejlesztéért.
- Radics József, (Darány, Körzeti Oktatási Intézmény) – a község etnikai szembenállás radikális csökkentéséért, a nyelvi jogok iskolai érvényesítéséért.

### 1997
- Furmann Imre, a Másság Alapítvány Nemzeti és Etnikai Kisebbségi Jogvédő Iroda (NEKI) létrehozója, igazgatója, ügyvéd

## A Soros Alapítvány-féle Solt Ottília-díj alapításáról
Az Alapítvány kuratóriuma 1998-ban alapította a Solt Ottília-díjat, melyet minden évben azoknak a pedagógusoknak ítélnek oda, akiknek a pedagógiai munkája kiemelkedő mértékben járult hozzá a roma származású diákok iskolai esélyegyenlőségének a megteremtéséhez

### 2004
- Ámon Andrásné, a győri Péterfy Sándor Evangélikus Oktatási Központ rajztanára
- Giczy Béla, az újpesti Valdemar Langlet Általános és Felnőttképző Iskola igazgatója
- Kovácsné Mikoly Anna, a békéscsabai Szent László Utcai Általános Iskola és Óvoda igazgatóhelyettese

### 1998
- Bogdán János (Pécs, Gandhi Gimnázium) – Európa egyetlen cigány középiskolájának megalapításáért és vezetéséért.

- Földesi Lajosné (Mezőberény, Kinizsi úti Óvoda) – a cigány és nem cigány gyerekek heterogén csoportjaiban alkalmazott személyiségközpontú, gyermekközeli, a gyerekek aktív kezdeményezésére építő Freinet-szellemű óvodai program és pedagóguscsoport létrehozásáért.

- Görcs Istvánné (Gödre, Napközi Otthonos Óvoda) – a cigány és nem cigány gyerekek heterogén csoportjaiban alkalmazott tevékenységközpontú, a gyermeki alkotóerőnek utat engedő filozófiájú Lépésről lépésre program sikeres helyi kialakításáért.

- Lázár Péter (Nyírtelek, I. számú Általános Iskola) – a Kedves Ház létrehozásáért, a Kedves Ház Pedagógia elterjesztésért.

- Péter Lászlóné (Nyíregyháza, óvodavezető, Dália u. 9.) – az életkori és egyéni fejlődési jellemzőknek megfelelő fejlesztés és az egy életen át tartó tanulásra való készség kiépítését célzó Lépésről lépésre program sikeres helyi kialakításáért.

- Pólya Zoltán (Csenyéte) – az annak idején megszűnőfélben lévő iskolából mára élő és eredményesen működő faluközpontot szervezett, amely mind a hazai, mind a nemzetközi szakmai közvélemény elismerését kivívta.

- Szőke Judit (Budapest, Józsefvárosi Tanoda) – a Józsefvárosi Tanoda létrehozásáért, a józsefvárosi cigány gyerekekért végzett munkájáért.

- Varga Aranka (Pécs, Amrita OBK), (1998) – munkája során mintegy 200 gyerek középiskolai továbbtanulásának közvetlen segítője, mindenki Aranka nénije. Kidolgozott egy olyan olvasástanítási programot, amely mesék vizualizációjára és drámai feldolgozására építve hatékonyabbá teszi az olvasáselsajátítás folyamatát.